# Goostrey
Goostrey is een civil parish in het bestuurlijke gebied Cheshire East, in het Engelse graafschap Cheshire met 2179 inwoners.